# Lamprotatus numitus
Lamprotatus numitus är en stekelart som beskrevs av Walker 1843. Lamprotatus numitus ingår i släktet Lamprotatus och familjen puppglanssteklar. Inga underarter finns listade i Catalogue of Life.